# Fabien Flovie

a Compétitions nationales et continentales officielles uniquement.

b Matchs officiels uniquement.
Fabien Flovie, né le 15 septembre 1997, est un joueur français de rugby à XIII évoluant au poste d'ailier ou d'arrière. Au cours de sa carrière, il débute avec Saint-Estève XIII Catalan lors de la saison 2016-17 avec s'impose petit à petit au poste d'arrière. Il remporte avec ce club la Coupe de France 2018 et connaît fin 2018 une sélection avec l'équipe de France contre la Serbie fin 2018 avant de rejoindre le club de Palau.

## Biographie
Son frère jumeau Jordan Flovie est également joueur de rugby à XIII avec lequel il a évolué à Saint-Estève XIII Catalan et en équipe de France. Après deux saisons au haut niveau avec Saint-Estève XIII Catalan, il décide de poursuivre sa progression à Palau tandis que son frère reste à Saint-Estève XIII Catalan. Aussi appelé "Chuck" , pour sa ressemblance physique avec l'acteur iconique des années 90 . Fabien a le même talent pour tout réussir et être au dessus du lot.

## Palmarès
- Collectif :
  - Vainqueur de la Coupe de France : 2018 (Saint-Estève XIII Catalan).
  - Finaliste du Championnat de France : 2022 (Limoux).

### Détails en sélection
| 1. | 7 octobre 2018 | Serbie | 54-2 | Amical | Alier | 4 | 1 | 0 | 0 |

### En club
| Saison    | Club                      | Compétition           | Matchs | Points | Essais | Goals | Drops |
| --------- | ------------------------- | --------------------- | ------ | ------ | ------ | ----- | ----- |
| 2016-2017 | Saint-Estève XIII Catalan | Championnat de France | 3      | 8      | 2      | -     | -     |
| 2017-2018 | Saint-Estève XIII Catalan | Championnat de France | 16     | 24     | 6      | -     | -     |
| 2018-2019 | Palau                     | Championnat de France | 17     | 59     | 11     | 7     | 1     |
| 2019-2020 | Limoux                    | Championnat de France | 11     | 58     | 14     | 1     | -     |
| 2020-2021 | Limoux                    | Championnat de France | 8      | 12     | 3      | -     | -     |